# Гарднер, Фрэнк
Фрэнк Га́рднер (англ. Frank Gardner, 1 октября 1930 года, Сидней — 29 августа 2009 года) — австралийский автогонщик, участник чемпионата мира по автогонкам в классе Формула-1. Он был более известен в туринговых гонках и гонках спорткаров. Так же он принял участие в девяти Гран-при Формулы-1, дебютировал 11 июля 1964 года. За свою карьеру он не набирал очков. Гарднер также принимал участие в гонках Формулы-1, не входивших в зачёт чемпионата. Он занял первое место в 1971 сезоне Формулы-5000, также он заработал три чемпионских титула в British Touring Car Championship в 1967 за рулём Ford Falcon Sprint, в 1968 за рулём Ford Escort и в 1973 за рулём Chevrolet Camaro.

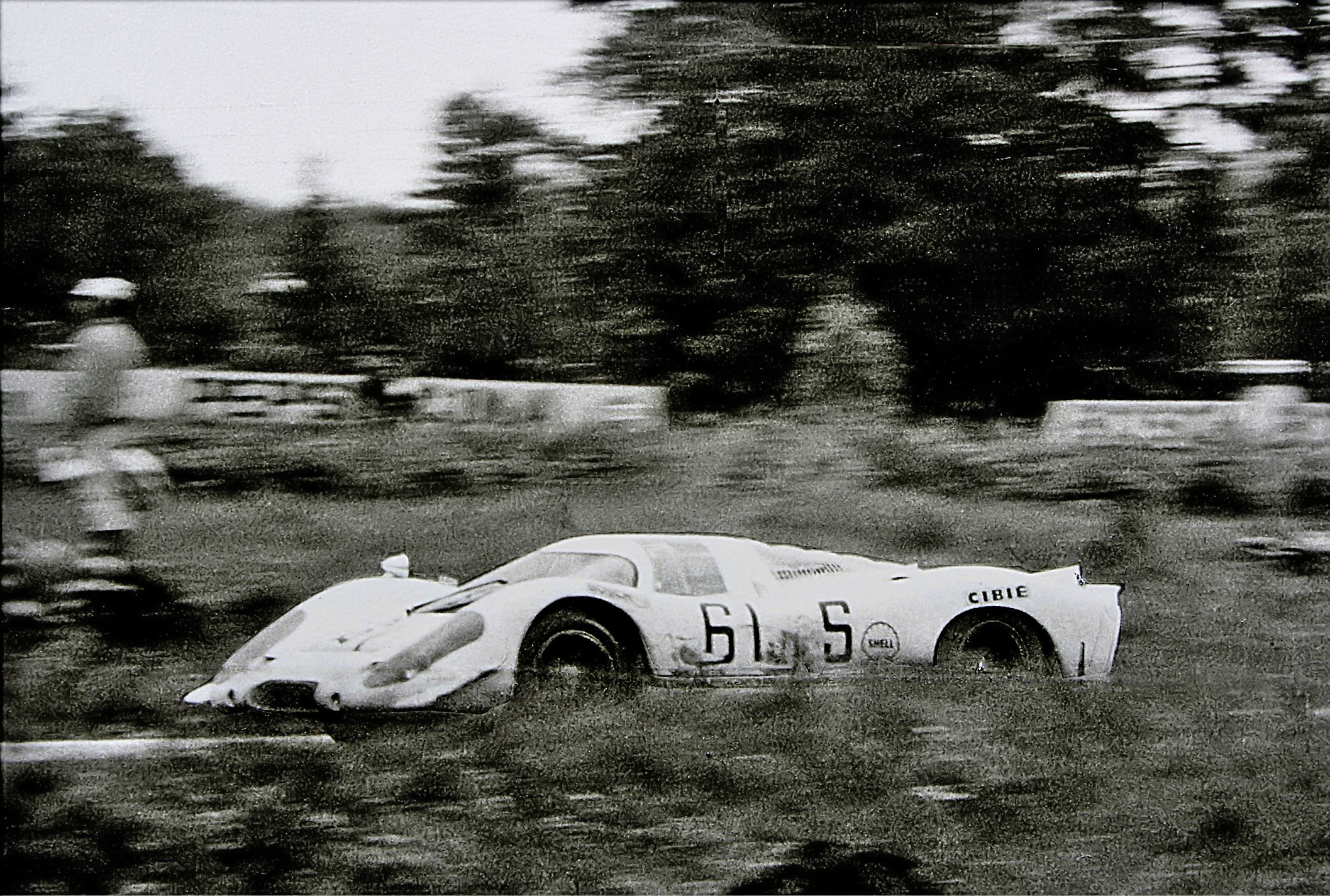
Гарднер на 1000км Нюрбургринга в 1969 году за рулём Porsche 917

После возвращения в Австралию в середине семидесятых Гарднер победил в сезоне 1977 Australian Sports Sedan Championship за рулём модифицированного Chevrolet Corvair. Эта победа в чемпионате привела его к участию в управлении командой и уходу из гонок навсегда.
В 1980, Гарднер написал книгу, которая называлась «Drive to Survive». Она до сих пор продаётся, хотя и прошло больше 25 лет.

## Результаты выступлений в Формуле-1
| Легенда к таблице |                                                                    |
| --- | ------------------------------------------------------------------ |
| В таблице перечислены результаты всех Гран-при Формулы-1, в которых принимал участие гонщик. Строками таблицы являются сезоны, столбцами — этапы чемпионата мира. В каждой клетке указаны сокращённое название этапа и результат, дополнительно обозначенный цветом. Расшифровка обозначений и цветов представлена в нижеследующей таблице. |                                                                    |
| \| Пример \| Описание \| \| ------------ \| ------------------------------------------------------------------ \| \| 1 \| Победитель \| \| 2 \| Второе место \| \| 3 \| Третье место \| \| 5 \| Финишировал, заработав очки \| \| Сход \| Не финишировал, но при этом заработал очки \| \| 12 \| Финишировал, не получив очков \| \| НКЛ \| Финишировал, но не попал в финальную классификацию \| \| 15 \| Участвовал вне зачёта, либо по отдельной классификации \| \| 18 \| Не финишировал, но попал в финальную классификацию \| \| Сход \| Не финишировал \| \| НКВ \| Не прошёл квалификацию \| \| НПКВ \| Не прошёл предквалификацию \| \| ДСК \| Дисквалифицирован \| \| ИСК \| Исключён из протокола соревнований \| \| ТТ \| Заявлен для участия только в тренировках \| \| НС \| Участвовал в квалификации, но не стартовал в гонке \| \| Т \| Травмирован или болен \| \| ОТК \| Отказ от участия \| \| НТР \| Прибыл на соревнования, но на трассу не выезжал \| \| НПР \| Был заявлен в числе участников, но не прибыл к началу соревнований \| \| О \| Соревнования отменены \| \| \| Не участвовал \| \| Поул-позиция \| \| \| Быстрый круг \| \| |                                                                    |
| Пример | Описание                                                           |
| 1 | Победитель                                                         |
| 2 | Второе место                                                       |
| 3 | Третье место                                                       |
| 5 | Финишировал, заработав очки                                        |
| Сход | Не финишировал, но при этом заработал очки                         |
| 12 | Финишировал, не получив очков                                      |
| НКЛ | Финишировал, но не попал в финальную классификацию                 |
| 15 | Участвовал вне зачёта, либо по отдельной классификации             |
| 18 | Не финишировал, но попал в финальную классификацию                 |
| Сход | Не финишировал                                                     |
| НКВ | Не прошёл квалификацию                                             |
| НПКВ | Не прошёл предквалификацию                                         |
| ДСК | Дисквалифицирован                                                  |
| ИСК | Исключён из протокола соревнований                                 |
| ТТ | Заявлен для участия только в тренировках                           |
| НС | Участвовал в квалификации, но не стартовал в гонке                 |
| Т | Травмирован или болен                                              |
| ОТК | Отказ от участия                                                   |
| НТР | Прибыл на соревнования, но на трассу не выезжал                    |
| НПР | Был заявлен в числе участников, но не прибыл к началу соревнований |
| О | Соревнования отменены                                              |
| | Не участвовал                                                      |
| Поул-позиция |                                                                    |
| Быстрый круг |                                                                    |

| Сезон | Команда                   | Шасси        | Двигатель                 | Ш | 1      | 2        | 3        | 4   | 5        | 6      | 7        | 8        | 9       | 10  | 11  | 12  | Место | Очки |
| ----- | ------------------------- | ------------ | ------------------------- | - | ------ | -------- | -------- | --- | -------- | ------ | -------- | -------- | ------- | --- | --- | --- | ----- | ---- |
| 1964  | John Willment Automobiles | Brabham BT10 | Ford Cosworth 116E 1,5 L4 | D | МОН    | НИД      | БЕЛ      | ФРА | ВЕЛ Сход | ГЕР    | АВТ      | ИТА      | США     | МЕК |     |     | —     | 0    |
| 1965  | John Willment Automobiles | Brabham BT11 | BRM P56 1,5 V8            | D | ЮАР 12 | МОН Сход | БЕЛ Сход | ФРА | ВЕЛ 8    | НИД 11 | ГЕР Сход | ИТА Сход | США     | МЕК |     |     | —     | 0    |
| 1968  | Bernard White Racing      | BRM P261     | BRM P60 3,0 V12           | D | ЮАР    | ИСП      | МОН      | БЕЛ | НИД      | ФРА    | ВЕЛ      | ГЕР      | ИТА НКВ | КАН | США | МЕК | —     | 0    |